# Marquelia (kommun)
Marquelia är en kommun i Mexiko.   Den ligger i delstaten Guerrero, i den södra delen av landet, 300 km söder om huvudstaden Mexico City. Antalet invånare är 11 801. Arean är 169 kvadratkilometer.
Terrängen i Marquelia är huvudsakligen platt, men åt nordost är den kuperad.
Följande samhällen finns i Marquelia:
- Marquelia
- Barra de Tecoanapa
- El Polvorín
- Tepantitlán
- El Capulín Chocolate
- La Guadalupe
- El Zapote
- La Bocana
- Cruz Verde
- Las Peñitas